# São Vicente do Sul
São Vicente do Sul är en kommun i Brasilien.   Den ligger i delstaten Rio Grande do Sul, i den södra delen av landet, 1 700 km söder om huvudstaden Brasília. Antalet invånare är 8 440.
Trakten runt São Vicente do Sul består i huvudsak av gräsmarker. Runt São Vicente do Sul är det glesbefolkat, med 12 invånare per kvadratkilometer.